# Microlophus duncanensis
Microlophus duncanensis là một loài thằn lằn trong họ Tropiduridae. Loài này được Baur mô tả khoa học đầu tiên năm 1890.